# Пужоль, Оскар
Оскар Пужоль (Пуйоль) Муньос (кат. и исп. Óscar Pujol Muñoz; род. 16 октября 1983 в Таррасае, Испания) — испанский профессиональный шоссейный и велокроссовый велогонщик, выступающий за японскую континентальную команду «UKYO».

## Достижения
2008
1-й Этап 4 Вуэльта Наварры
2012
1-й  Тур Сингкарака
1-й  Очковая классификация
1-й  Горная классификация
1-й Этап 3
2-й Тур Иджена
2013
1-й Этап 1 Тур Сингкарака
2014
1-й Этап 5 Тур Сингкарака
1-й  Горная классификация Тур Кумано
2016
1-й  Тур Японии
1-й Этап 6
1-й  Тур Кумано
1-й Этап 2
2017
2-й Тур Кумано

## Статистика выступлений

### Гранд-туры
| Гонка           | 2010 |
| --------------- | ---- |
| Джиро д'Италия  | —    |
| Тур де Франс    | —    |
| Вуэльта Испании | 64   |

| — | Не участвовал |